# Le Rove
Le Rove är en kommun i departementet Bouches-du-Rhône i regionen Provence-Alpes-Côte d'Azur i sydöstra Frankrike. Kommunen ligger  i kantonen Châteauneuf-Côte-Bleue som ligger i arrondissementet Istres. År 2022 hade Le Rove 5 205 invånare.

## Befolkningsutveckling
Antalet invånare i kommunen Le Rove
Referens:INSEE